# Кайрсус
Кайрсу̀с (на уелски: Caersws, произношение в Англия най-близко до Карсу̀ус) е село в централната част на Уелс, графство Поуис. Разположено е край река Севърн на около 15 km на запад от границата с Англия и на около 50 km на запад от английския град Шрусбъри. На 6 km на изток от селото са намира уелския град Нютаун. Има жп гара. Населението му е около 1500 жители според данни от преброяването от 2001 г.

## Спорт
Представителният футболен отбор на селото се казва ФК Кайрсус. Дългогодишен участник е в Уелската Висша лига.